# 민주 캄푸치아
민주 캄푸치아는 1975년부터 1979년까지 존속된 동남아시아의 공산국가다. 캄보디아 내전 끝에 미국의 지원을 받은 크메르 공화국을 무너뜨리고 건국되었다. 폴 포트가 지도하던 무장조직 크메르 루주에 의해 세워졌으며, 집권당은 캄푸치아 공산당이었다.
이후 민주 캄푸치아 정권은 전국민을 집단농장으로 강제이주시키고 극단적인 마오주의 정책을 실시하며 정치적 반대자 및 잠재적 반대자를 대규모로 학살한 킬링필드를 자행하였다. 1978년 베트남의 캄보디아 침공으로 붕괴되었고 캄보디아에는 베트남의 괴뢰정부인 헹 삼린의 캄푸치아 인민 공화국이 건국되었다.

## 건국
베트남 전쟁 와중에 미국의 세력을 등에 업고 집권했던 론 놀이 세력이 약화되어 하와이로 망명하게 된다. 이에 크메르 루주는 프놈펜으로 진격해 정부를 전복하고 국명을 민주 캄푸치아(Democratic Kampuchea)로 개명한다. 폴 포트는 중국의 힘을 등에 업고 크메르 공산 제국을 재현하려고 시도한다.

## 킬링필드
정권을 잡은 크메르 루주는 농촌 위주의 공산주의를 추구하는 마오쩌둥주의를 극단화한 정책을 실시한다. 기업인과 상공인, 친 월남파 등이 무자비하게 학살되었고, 도시민들은 농촌으로의 강제 이주 및 강제 노동을 강요당했다.

## 해체
1978년 베트남군의 지원을 받은 헹 삼린이 프놈펜으로 진격하여 캄보디아를 장악하였고 국명을 캄푸치아 인민 공화국으로 개칭한다.

## 같이 보기
- 캄보디아의 역사
- 캄푸치아 인민공화국
- 베트남 전쟁
- 킬링필드
- 그들이 아버지를 죽였다